# Fantaisie-Impromptu
De Fantaisie-Impromptu in cis mineur, opus 66, is een solostuk voor piano dat door Frédéric Chopin in 1834 gecomponeerd werd. Het werd pas na het overlijden van Chopin (als "opus-postuum") gepubliceerd, en wel als eerste door Jules Fontana, een goede vriend van Chopin. Het werk kreeg naderhand een opusnummer: opus 66.
Het stuk wordt gekenmerkt door een opvallende '3 tegen 4' beweging: de rechterhand speelt zestienden, en de linkerhand achtsten in sextolen. Het stuk vereist van de speler naast een goede ritmische beheersing ook een goed ontwikkelde techniek, vooral vanwege de vele passages die door hun uitgebreide voortekening (dubbelkruisen en herstellingstekens) voor menig amateur lastig leesbaar is. Daarnaast vereist het stuk op muzikaal gebied veel van de uitvoerende.
Zoals vaak met werken van Chopin het geval is, bestaat het werk uit drie delen. Een eerste, snel en virtuoos deel gaat over in een meer cantabile tweede deel waarin gevoel en romantiek primeren. Uiteindelijk besluit het werk met een bijna letterlijke herhaling van het eerste virtuoze deel en een kort coda.
Chopin had een voorliefde voor de Pleyel-vleugel, vanwege het lichtlopende mechaniek en de specifieke klank. Vandaar dat sommige uitvoerders ook heden ten dage ervoor kiezen om deze impromptu op een dergelijk of authentiek instrument te spelen, en dus niet op bijvoorbeeld een moderne Steinway-piano die veel zwaarder aanslaat en een ander type klank heeft.

## Geschiedenis
De Fantaisie-Impromptu werd geschreven in 1834, net als de Vier Mazurka's en de Grande Valse Brillante in E ♭ Major (Op. 18), maar in tegenstelling tot deze andere werken publiceerde Chopin nooit de Fantaisie-Impromptu. In plaats daarvan publiceerde Julian Fontana het postuum, samen met andere walsen, opus 69 en 70. Het is onbekend waarom Chopin de Fantaisie-Impromptu niet heeft vrijgegeven. James Huneker noemt delen ervan "zeemzoet", "sentimenteel" en "onedel". Ernst Oster voerde een technisch onderzoek uit naar het stuk dat verwijst naar gelijkenissen tussen de Fantaisie-Impromptu en Ludwig van Beethovens "Moonlight" Sonata ( Quasi una fantasia ), die hij citeert als de reden voor Chopins terughoudendheid om het stuk te publiceren.
Het mysterie is mogelijk opgelost in 1960 toen pianist Arthur Rubinstein het "Album van de Barones van d'Este" verwierf dat op een veiling in Parijs was verkocht.  Het album bevatte een manuscript van de Fantaisie-Impromptu in Chopins eigen handschrift, gedateerd 1835, met vermelding van de titelpagina in het Frans "Samengesteld voor de Barones van d'Este door Frédéric Chopin". In de feiten dat de authenticiteit "door de Franse autoriteiten wordt gegarandeerd" en dat het "een delicate zorg voor detail" en "veel verbeteringen in harmonie en stijl" laat zien in vergelijking met de eerder gepubliceerde versie, vond Rubinstein absoluut een bewijs dat het om een afgemaakt werk ging. In zijn voorwoord bij de "Rubinstein-editie", uitgegeven door G. Schirmer, Inc. in 1962, vermoedt Rubinstein dat de woorden "Samengesteld voor" in plaats van een toewijding impliceren dat Chopin een betaalde commissie voor het werk ontving, met andere woorden, dat hij het eigenlijk verkocht had aan de barones.

## Nalatenschap
De melodie van het middelste deel van de Fantaisie-Impromptu werd gebruikt in het populaire Vaudeville lied I'm Always Chasing Rainbows. Dat thema werd geciteerd in Variation 10 van Federico Mompous Variations sur un thème de Chopin (1938-1957), dat overigens gebaseerd is op Chopins Prelude nr. 7 in A majeur. George Crumb's Makrokosmos, Volume 1: 11. Dream Images (Love-Death Music)(Gemini) bevat drie citaten uit het middengedeelte van de Fantaisie-Impromptu.

## Media
|  |                                     |
|  | Fantaisie-Impromptu (download·info) |